# بيل غريف
بيل غريف (بالإنجليزية: Bill Grieve)‏ هو حكم كرة قاعدة ‏ أمريكي، ولد في 25 أبريل 1900 في يونكيرس في الولايات المتحدة، وتوفي بنفس المكان في 15 أغسطس 1979.